# 黃金大天團
《黃金大天團》，是一部描寫施焱騰、楊信義、施祺然、陳守財四位師兄們的真實人生電視劇，由馬俊麟、黃玉榮、曹景俊、馬國畢、袁儷珊、謝俊慧、游蕎軒、陳婉婷、伊正、林小樓主演，並於2018年3月11日起於大愛電視20:00正式首播。

## 播出時間
以下時間以當地時間（台灣時間）為準

### 電視首播
| 頻道                            | 所在地 | 播映日期                    | 播映時間 |
| 大愛電視台 （數位頻道同步播出） | 台灣   | 2018年3月11日－2018年4月9日 | 20:00    |

### 網路首播
| 頻道                 | 備註                 | 播映日期                    | 播映時間 |
| Yahoo! TV            | 與大愛電視台同步播出 | 2018年3月11日－2018年4月9日 | 20:00    |
| YouTube 大愛網路劇場 | 與大愛電視台同步播出 | 2018年3月11日－2018年4月9日 | 20:00    |

## 演員角色列表

### 主要角色
| 演員   | 角色         | 介紹 | 登場集數                                                    |
| 陳羽翔 | 施焱騰(少年) | 本劇四大男主角之一，施金田與彩霓的次子，個性老實耿直、做事一板一眼且有自己的原則，但講話時常太過於直接不懂得修飾，長大後在彰泰紡織工廠擔任機械設備工程師，之後察覺家中成員較多，孩子會越長越大，原先的閣樓房間不夠住，內心有打算過再買間房子，但也答應過要照顧父母搬回來一起住而猶豫；曾因被朋友惡性倒會心情受到影響，不小心被紡織機器捲進去手部撕裂傷而住院，康復出院後在父親的勸說下決定在埔鹽鄉買一間房子，加入慈濟後義務從事資源回收工作。                  | 第1集－第4集                                                |
| 馬俊麟 | 施焱騰(成年) | 本劇四大男主角之一，施金田與彩霓的次子，個性老實耿直、做事一板一眼且有自己的原則，但講話時常太過於直接不懂得修飾，長大後在彰泰紡織工廠擔任機械設備工程師，之後察覺家中成員較多，孩子會越長越大，原先的閣樓房間不夠住，內心有打算過再買間房子，但也答應過要照顧父母搬回來一起住而猶豫；曾因被朋友惡性倒會心情受到影響，不小心被紡織機器捲進去手部撕裂傷而住院，康復出院後在父親的勸說下決定在埔鹽鄉買一間房子，加入慈濟後義務從事資源回收工作。                  | 第4集－第9集 第11集－第15集 第17集－第30集                  |
| 袁儷珊 | 許寶彩       | 施焱騰妻子，施金田、彩霓的媳婦，都曾與施貴珍和施焱騰在同個工廠工作的同事，也提醒施焱騰講話不要這麼直白，脾氣不要這麼麼硬，希望自己丈夫在工廠的人際關係要懂得如何去相處才不會吃虧。教導自己丈夫在職場上要和顏悅色。經歷兒子施朝翔國中叛逆期的偏差行為，且與施焱騰的教導孩子學習觀念的不同，使得與丈夫發生了不少口角爭執與冷戰，加入慈濟後夫妻關係改善，並義務從事資源回收工作。                                                                                  | 第4集－第9集 第11集－第13集 第17集－第20集 第24集－第30集   |
| 黃玉榮 | 楊信義       | 本劇四大男主角之一，舌粲蓮花，能言善道，在埔鹽鄉造紙箱廠擔任擔任業務，在同事之間被稱做業務王，所有客戶都能夠搞定，也是業務高手，時常和客戶在KTV喝酒應酬。年輕時時常在花天酒地的場所待到通霄，都只是因為想要從客戶手中拿到訂單，偶然一次看到家中的慈濟月刊，起初為了應付楊媽媽，隨口說出願意去參加慈濟相關活動，在林月理師姊與王順興師兄帶領之下，開始漸漸對慈濟感興趣，加入慈濟後並開始戒酒，也辭去過去業務職務，願意幫忙小吃麵攤生意，也加入從事資源回收工作。 | 第6集－第30集                                               |
| 謝俊慧 | 蘇子娜       | 楊信義妻子，溫柔賢慧，時常笑臉迎人，非常信任與瞭解自己丈夫，在埔鹽鄉當地開間小吃麵店並擔任老闆娘，貼心個性使得面對顧客，自己的丈夫，甚至自己的婆婆的相處不錯，也非常孝順自己的婆婆，因對手語有興趣，開始自學手語課程，也與擔任慈濟兒童成長班的主任洪靜怡師姐，一起來教導大家比手語歌的課程。 | 第6集－第14集 第16集，第21集 第24集，第27集 第29集－第30集  |
| 陳宏宇 | 施祺然(童年) | 本劇四大男主角之一，個性火爆衝動，脾氣不好，從事廢五金回收行業以及飼養豬隻，平時烈日豔陽下操作爪子車，不時和業主為了挪移位置起衝突，祺然回家見兒子玩具沒收，大發雷霆掀桌子。面對自己母親的去世，內心始終放不下，甚至母親留下來的豬眷沒在使用也是留下空著，之後在林月理詢問是否能改建環保站提議後，決定把豬眷改建成埔鹽鄉環保回收站來使用。平時興趣是學攝影。加入慈濟後懂得學會了壓住怒氣，與避免和兒子再起衝突。                                                | 第10集－第11集 第13集                                       |
| 曹景俊 | 施祺然(成年) | 本劇四大男主角之一，個性火爆衝動，脾氣不好，從事廢五金回收行業以及飼養豬隻，平時烈日豔陽下操作爪子車，不時和業主為了挪移位置起衝突，祺然回家見兒子玩具沒收，大發雷霆掀桌子。面對自己母親的去世，內心始終放不下，甚至母親留下來的豬眷沒在使用也是留下空著，之後在林月理詢問是否能改建環保站提議後，決定把豬眷改建成埔鹽鄉環保回收站來使用。平時興趣是學攝影。加入慈濟後懂得學會了壓住怒氣，與避免和兒子再起衝突。                                                | 第10集－第11集 第13集－第15集 第17集－第18集 第21集－第30集 |
| 游蕎軒 | 林桂鄉       | 施祺然妻子，面對丈夫的火爆脾氣感到相當無奈，常勸誡丈夫凡事面對任何事情都要好好講，面對丈夫的暴怒脾氣從以前的會去口角去爭執，漸漸學會了冷靜地去說明，凡是講求道理的去處理，在阿珠美髮工作室偶然看到了靜思語「發脾氣是短暫的發瘋」覺得就是自己在家庭中常常出現的氛圍，所以決定把這句靜思語送給自己丈夫並且提醒他。但對於自己兒子建宏染髮與穿耳洞行為，曾經又驚又氣過好一陣子。                                                                                    | 第10集－第11集 第13集－第15集 第24集                        |
| 馬國畢 | 陳守財       | 本劇四大男主角之一，與寶哥、勝雄三人好友麻吉自號「壞蛋三人組」，平時消遣興趣是在大樹下開心划拳喝酒。自稱划拳王，紡織工廠老闆並擔任貨運司機。下班後時常喝酒醉才晚歸到家，因婚後開始抽菸、喝酒，以及對事業不重視等壞習慣，常常與常常與妻子周惠珍吵架，房子一度差點遭銀行法拍。曾被楊媽媽拉去環保站做資源回收，三人組談論著環保站的人很傻，如果用太空包就可省掉很多勞力搬運。加入慈濟後，之前所有的惡習全部戒掉。                                                  | 第14集－第30集                                              |
| 陳婉婷 | 周惠珍       | 陳守財妻子，在紡織工廠上班，對於自己丈夫在婚後開始抽菸、喝酒，以及對事業不重視等壞習慣，常常與自己丈夫吵架以及被稱作「母老虎」感到很失望，時常會憧憬回想與守財在婚前的美好；對於丈夫平時嗜酒成性而影響到家庭生活曾經絕望徹底，加入環保站擔任環保志工後，經常請益楊媽媽與許寶彩，並學會了軟硬兼施地對待自己丈夫的相處之道。擔任兒童成長班的班媽媽。 | 第14集－第29集                                              |
| 伊正   | 施金田       | 施焱騰父親，彩霓丈夫，住在福興鄉，綽號為友啊，雜貨店老闆，也是個種田農夫，個性隨和人緣好，工作勤奮努力，懂得觀察別人，知道人情世故，人脈交友廣闊，也擔任包頭接外務代工，也會提供一些工作機會，來幫助村里窮困需要賺錢養家的親朋好友。 | 第1集－第9集 第11集－第12集 第24集－第30集                  |
| 林小樓 | 彩霓         | 施焱騰母親，施金田妻子，住在福興鄉，雜貨店老闆娘，個性溫柔賢淑端莊，心思細膩，知道人情世故，平時興趣是利用收音機來聽歌仔戲，時常提點施焱騰做人處事不要死腦筋，要懂得適時變通；因為家中只剩施焱騰這位兒子與她同住，所以起初也捨不得施焱騰搬出去住。 | 第1集－第9集 第11集－第12集 第24集－第30集                  |

### 次要角色
| 演員              | 角色         | 介紹 | 登場集數                                                   |
| 呂曉青            | 施貴珍       | 施金田長女，施焱騰大姐，認真負責幫忙家中大小事，除了在工廠工作外，也在父親所開設的雜貨店幫忙，對綁竹掃帚很在行，很常照顧自己的弟妹們，常常教導施焱騰個性與說話不要那麼直白，以及與人相處做事的道理；即便嫁到高雄以後也會時常回到彰化娘家探望及關心孝順父母。                                                                             | 第1集－第6集 第27集                                        |
| 謝建成            | 施禮良(少年) | 施金田與彩霓的三子，也是施焱騰弟弟，小時後常跟著哥哥焱騰在一起玩尪仔標。 | 第1集－第4集                                               |
| 劉濟民            | 阿喜         | 施金田老朋友，常來光顧施金田的雜貨店，成為熟客，從事種田工作，雖然識字不多，但個性外向，談吐風趣圓滑，人際關係不錯，平時興趣是找牌友一起打牌。 | 第1集－第5集                                               |
| 徐加玲            | 玉枝嬸       | 豬哥伯妻子，阿明的母親，是施金田與彩霓一輩子的鄰居好友，個性外向且真性情，做事手腳俐落，對豬哥伯賭博打牌行為時常動怒氣，曾親自到阿喜家抓豬哥伯來教訓自己丈夫；對於自己兒子到外地工作打拼，不能時常回家團聚感到有點心酸。 | 第1集－第5集 第25集－第26集                                |
| 程學書            | 豬哥伯       | 玉枝嬸丈夫，阿明的父親，是施金田與彩霓一輩子的鄰居好友，非常信任施金田這位好友，也一起從事耕種稻田工作，個性隨和好相處，平時飼養豬隻，閒暇之餘沒事做常偷跑去阿喜住處打牌，對於自己的妻子玉枝脾氣，凡事能忍則忍不去計較。 | 第1集－第5集 第12集，第14集 第24集－第27集                 |
| 黃素雅            | 楊陳秀       | 楊信義母親，原本在埔鹽做麵店生意，之後傳給自己媳婦蘇子娜來經營，對於自己兒子因為擔任業務應酬交際，時常天亮才回到家非常生氣，常睡不著再等兒子回家，也曾因為兒子太重視工作而感覺忽略她，讓她氣到飆高血壓，最大心願是兒子能夠準時下班，好好陪她吃頓晚飯。                                                                                   | 第6集－第12集 第14集－第19集 第21集－第25集 第27集－第30集 |
| 呂俍慧            | 林月理       | 王順興妻子，是阿珠的好友，很早加入慈濟，再一次送慈濟月刊給轉手被楊信義看到後，受楊媽媽的委託開始介紹信義進入慈濟，親切溫和，人脈很廣，在好友月萍師姐願意幫忙提供場地下，與在溪湖成立資源回收站，並成為組長。 | 第7集－第8集 第10集－第14集                                |
| 林景立            | 王順興       | 林月理丈夫，從事賣糖果餅乾生意。熟知彰化縣地區鄉鎮，因有貨車可用，主要擔任溪湖資源回收站的資源回收司機。 | 第8集 第10集－第14集                                       |
| 潘逸安            | 施纓鋒       | 施纓鋒在村裡撿拾回收，對著提供回收的家家戶戶鞠躬阿彌陀佛，小孩子也學樣，說阿彌陀佛來了，雖然家裡有田有地，也有製作豆腐，從事上班等工作工作，下班後也到二技就讀上課，利用休息時幫忙種田，做環保，個性內向害羞，話少但是勤奮努力，穿著正式襯衫從事做回收工作                                                                               | 第13集－第14集 第30集                                      |
| 胡鴻達            | 宗寶哥       | 楊信義二姊夫，楊陳秀女婿，楊淑芬丈夫，經營素食菜捲小吃麵店，與陳守財、勝雄三人好友麻吉自號「壞蛋三人組」，平時消遣興趣是在大樹下開心划拳喝酒。曾被楊媽媽拉去環保站做資源回收，三人組談論著環保站的人很傻，如果用太空包就可省掉很多勞力搬運。平時習慣喝酒，喉嚨不舒服時候一直沒去就醫，拖到很嚴重才看醫生，檢查是食道癌末期，不久後病逝。 | 第14集－第23集                                             |
| 官家宇            | 陳東興       | 王美霞丈夫，陳湘婷與陳立民父親，對於自己兒子陳立民出生時因臍帶繞頸缺氧，導致成長時期智能發展比較緩慢而非常內疚與心疼。 | 第17集－第21集 第24集，第26集 第28集－第29集               |
| 周孝虹            | 王美霞       | 陳東興妻子，陳湘婷與陳立民母親，對於自己兒子陳立民出生時因臍帶繞頸缺氧，導致成長時期智能發展比較緩慢而非常內疚與心疼。擔任兒童成長班的班媽媽。 | 第18集－第22集 第24集 第26集－第29集                       |
| 梁舒涵            | 郭欣欣       | 懂得化妝打扮，穿著時尚，在兒童成長班中是位時髦愛漂亮的班媽媽，但是與婆婆在家相處尷尬，不知道怎麼與自己的婆婆自然的相處。 | 第26集－第29集                                             |
| 吳姵琳 （吳佩凌） | 洪靜怡       | 原本任職與安親班導師，之後為了驗證是不是真的有人真心作善事而到資源回收站擔任環保志工，曾耐心教導陳東興與王美霞的兒子回收分類的正確觀念。經由施焱騰的推薦以及自身使命感之下，決定擔任兒童成長班的主任，並且專程上大愛媽媽相關課程，以及在彰化兒童班學習做教案人員設計相關課程，教導大家比手語歌。                                         | 第19集－第22集 第24集 第26集－第29集                       |
| 朱宥丞            | 施朝翔(童年) | 施焱騰與許寶彩長子，施金田與彩霓的長孫。國小時學業成績名列前茅，但進入國中後成績退步吊車尾，學業成績不理想，使得能力分班從A段班被改調至B段班，課業上遇到困難等因素，選擇翹課的方式在逃避而感到心煩。成年當完兵後，決定願意捐骨髓救助有需要的人。                                                                                         | 第4集－第7集                                               |
| 陳昱丞            | 施朝翔(少年) | 施焱騰與許寶彩長子，施金田與彩霓的長孫。國小時學業成績名列前茅，但進入國中後成績退步吊車尾，學業成績不理想，使得能力分班從A段班被改調至B段班，課業上遇到困難等因素，選擇翹課的方式在逃避而感到心煩。成年當完兵後，決定願意捐骨髓救助有需要的人。                                                                                         | 第8集－第9集                                               |
| 鄭浚廷            | 施朝翔(成年) | 施焱騰與許寶彩長子，施金田與彩霓的長孫。國小時學業成績名列前茅，但進入國中後成績退步吊車尾，學業成績不理想，使得能力分班從A段班被改調至B段班，課業上遇到困難等因素，選擇翹課的方式在逃避而感到心煩。成年當完兵後，決定願意捐骨髓救助有需要的人。                                                                                         | 第24集－第26集                                             |
| 廖柏宇            | 施建宏(童年) | 施祺然與林桂鄉長子，因父親時常發對他脾氣，使得非常懼怕自己的父親，國中時期因看到自己班上同學都有手機，也跟父親提起想買一支手機的心願，並也漸漸開始注意自己的穿著打扮，去染髮和穿耳洞，目的是讓自己心儀的女孩子能注意到他。 | 第10集－第11集                                             |
| 李富群            | 施建宏(少年) | 施祺然與林桂鄉長子，因父親時常發對他脾氣，使得非常懼怕自己的父親，國中時期因看到自己班上同學都有手機，也跟父親提起想買一支手機的心願，並也漸漸開始注意自己的穿著打扮，去染髮和穿耳洞，目的是讓自己心儀的女孩子能注意到他。 | 第13集，第24集                                             |
| 陳宏宇            | 施佑德(童年) | 施祺然與林桂鄉次子 | 第10集                                                     |
| 何智仁            | 施佑德(少年) | 施祺然與林桂鄉次子 | 第13集，第24集                                             |
| 吳采庭            | 施妙金(童年) | 施祺然與林桂鄉女兒 | 第10集                                                     |
| 張鎧彤            | 施妙金(少女) | 施祺然與林桂鄉女兒 | 第13集，第24集                                             |

### 客串角色
| 演員   | 角色         | 介紹 | 登場集數                                     |
| 傅小絹 | 罔腰嬸       | 施金田雜貨店的常客，施焱騰都尊稱罔腰奶奶，因為兒子到外地賺錢所以非常思念，眼睛視力不好，施金田與彩霓知道罔腰嬸家境清寒，會特別免費拿吃的東西，以及先讓罔腰嬸先用記帳方式之後再付錢，施金田有不需用眼力的工作，也會特別留給罔腰嬸來賺錢以及關心照顧；罔腰嬸也對施金田一家人感恩在心。 | 第1集－第4集                                 |
| 宋昱德 | 同學阿明     | 施焱騰的同學，豬哥伯與玉枝嬸的兒子，讀書成績不好，小時後常在一起玩尪仔標的兒時玩伴。長大後任職於物流業，在台北與高雄兩地擔任貨運司機，之後決定自己來開起貨運行業。 | 第1集－第3集                                 |
| 宋昱儒 | 同學甲       | 施焱騰的同學，因為施焱騰家裡買了全村第一台電視機，好奇之心到施焱騰家看電視布袋戲。 | 第2集－第3集                                 |
| 鄭凱澤 | 同學乙       | 施焱騰的同學，因為施焱騰家裡買了全村第一台電視機，好奇之心到施焱騰家看電視布袋戲。 | 第2集－第3集                                 |
| 李飛   | 阿坤         | 在彰泰紡織工廠擔任機械設備工程師，是施焱騰的前輩同事，個性隨興，認為自己是工廠裡最資深師傅，輪不到施焱騰比他資淺的同事來管他，起初對施焱騰很反感，覺得他管太多又虛偽，對他說話自然也沒禮貌，在因一次的颱風緣故，共同患難並互相幫助之下，與施焱騰同事關係改善變成較好同事。           | 第4集－第6集 第8集－第9集                    |
| 陳明勇 | 楊主任       | 在彰泰紡織工廠擔任主任級職，懂得人際相處談話技巧，與人相處要以和為貴，是阿坤和施焱騰部門主管上司，阿坤和施焱騰兩位同事之間，因為工作緣故所發生的口角衝突來煩心，努力的想辦法要排解兩位員工之間的嫌隙。                                                                               | 第4集－第6集 第12集                          |
| 邵雨匯 | 施子璿       | 施焱騰與許寶彩次子，施金田與彩霓的次孫。 | 第5集－第7集                                 |
| 蘇晴瑄 | 施珮湘       | 施焱騰與許寶彩女兒，施金田與彩霓的孫女。 | 第5集－第7集                                 |
| 周欣   | 阿珠         | 在埔鹽鄉當地開設美髮工作室，是為專業美髮設計師。楊媽媽、林月理、許寶彩與林桂鄉都是她的常來顧客。 | 第6集－第8集 第10集，第19集                  |
| 李得全 | 老王         | 與楊信義是公司同事，也是業務高手，時常和客戶在KTV喝酒應酬。 | 第6集－第8集 第10集－第11集                  |
| 李彥   | 陳中漢       | 施朝翔的同學，也因能力分班成績變差從A段班被改調至B段班後學壞，之後開始翹課抽菸。 | 第9集                                        |
| 陳建凱 | 阿雄         | 年輕時為了工作賺錢打拼，而忽略身體健康的重要性，以至於發病後身體不適而輪椅，面臨失業破產因素，使得意志消沉對人生絕望。受月理師姐長期訪視的照顧者，在信義師兄鼓勵下，決定振作改變，身體漸漸好轉，並到小吃店擔任服務生工作。寫書法毛筆字很厲害。                                       | 第10集－第13集                               |
| 紀素女 | 雄媽         | 阿雄母親，面對自己兒子生病而行動不便時，依然盡心盡力的照顧。 | 第10集－第11集                               |
| 丁梅卿 | 祺然母       | 施祺然母親，從事飼養豬隻工作與拆分水泥袋線頭做回收，對丈夫沉溺於賭博很傷心，常對兒子叮嚀，以後長大後要對自己的妻子和兒女們盡心負責與良好照顧。五十多歲因病過世 | 第10集－第11集                               |
| 洪喻蕎 | 秋華         | 與周惠珍在同個紡織工廠上班，是周惠珍的前輩同事與鄰居，也熟識陳守財。 | 第14集－第18集 第21集－第22集                |
| 劉香君 | 楊淑芬       | 楊信義二姐，楊陳秀次女，宗寶妻子，經營素食菜捲小吃麵店，對於丈夫宗寶嗜酒成性感到百般地無奈。 | 第15集，第20集 第22集－第23集                |
| 張峻曜 | 勝雄         | 與陳守財、寶哥三人好友麻吉自號「壞蛋三人組」，平時消遣興趣是在大樹下開心划拳喝酒。曾被楊媽媽拉去環保站做資源回收，三人組談論著環保站的人很傻，如果用太空包就可省掉很多勞力搬運。 | 第14集－第15集 第17集－第23集                |
| 耿慧珠 | 阿甘姨       | 本名叫施王甘，是施焱騰和許寶彩的鄰居，以前沒有垃圾分類觀念，曾在回收站丟垃圾，經由教導後開始會垃圾分類，資源回收概念。曾與施焱騰和許寶彩詢問如何能讓自己的孫子進入孩子成長班。 | 第13集，第19集 第21集，第24集 第26集－第27集 |
| 畢志綱 | 火輪伯       | 年輕時從事剃頭理髮店生意，退休後加入慈濟，也是楊信義加入慈濟後的所認識的朋友，也從事念經與收功德款、做家庭訪視等相關慈濟活動，是成立回收站重要推手之一 | 第12集－第15集 第17集－第18集 第21集－第22集 |
| 陳泰中 | 樹藤伯       | 年輕時從事稻田種植工作，退休後覺得要找事情做，主動每天來回收站做環保，雖然身體駝背，有點腳跛，歲數已高，但也是很認真的在盡心盡力做環保，也因做環保形同身體脊椎在做復健緣故，過去駝背問題有明顯的改善，能夠身體站直行動。                                                             | 第12集－第15集 第17集－第18集 第20集－第21集 |
| 陳思樺 | 楊慧馨       | 楊信義與蘇子娜的女兒，因母親蘇子娜麵店生意好，人手不夠之下會主動幫忙。 | 第14集 第21集－第24集 第27集 第29集－第30集  |
| 陳孟謙 | 楊智傑       | 楊信義與蘇子娜的兒子 | 第14集 第21集－第24集                        |
| 陳允霏 | 陳泳丞       | 陳守財與周惠珍的兒子 | 第15集－第18集 第21集－第22集                |
| 黃品瑄 | 陳靜妤       | 陳守財與周惠珍次女，學業成績優異，乖巧聽話懂事。 | 第15集－第18集 第21集－第24集                |
| 劉珈瑄 | 陳宜廷       | 陳守財與周惠珍長女，獨立懂事，聰慧靈敏。 | 第18集 第21集－第24集                        |
| 李璧秀 | 記者         | 大愛電視台的新聞記者，負責特地到彰化採訪埔鹽環保教育回收站以及環保總幹事施炎騰。 | 第25集                                       |
| 王語婕 | 陳家甄       | 郭欣欣女兒，在母親的帶領之下，進入兒童成長班 | 第26集－第28集                               |
| 余昱緯 | 小寶         | 阿甘姨孫子，參與兒童成長班 | 第21集－第22集 第24集                        |
| 劉欣亞 | 陳湘婷       | 陳東興與王美霞的女兒，陳立民妹妹，相當照顧自己的哥哥 | 第18集－第22集 第24集                        |
| 魏志庭 | 陳立民(童年) | 陳東興與王美霞的兒子，陳湘婷哥哥，心地善良。高中畢業後到組裝腳踏車公司上班。 | 第18集－第22集 第24集                        |
| 陳彥豪 | 陳立民(少年) | 陳東興與王美霞的兒子，陳湘婷哥哥，心地善良。高中畢業後到組裝腳踏車公司上班。 | 第26集，第29集                               |
| 施焱騰 | 施焱騰       | 本尊客串飾演自己角色。 | 第30集                                       |
| 楊信義 | 楊信義       | 本尊客串飾演自己角色。 | 第30集                                       |
| 施祺然 | 施祺然       | 本尊客串飾演自己角色。 | 第30集                                       |
| 陳守財 | 陳守財       | 本尊客串飾演自己角色。 | 第30集                                       |

## 電視劇歌曲
| 曲別   | 歌名       | 演唱者 | 作詞   | 作曲   | 編曲   |
| 主題曲 | 相招向前行 | 黃玉榮 | 陸中玲 | 陳宗緯 | 陳宗緯 |

## 大愛會客室名單
| 集數   | 日期          | 來賓                   |
| 第1集  | 2018年3月12日 | 簡嘉伶、陳守財、施焱騰 |
| 第2集  | 2018年3月13日 | 林小樓、伊正           |
| 第3集  | 2018年3月14日 | 伊正、施焱騰           |
| 第4集  | 2018年3月15日 | 伊正、馬俊麟、施焱騰   |
| 第5集  | 2018年3月16日 | 沒有來賓（幕後花絮）   |
| 第6集  | 2018年3月19日 | 黃素雅、謝俊慧、簡嘉伶 |
| 第7集  | 2018年3月20日 | 黃素雅、謝俊慧、施焱騰 |
| 第8集  | 2018年3月21日 | 游蕎軒、施祺然、簡嘉伶 |
| 第9集  | 2018年3月22日 | 游蕎軒、施祺然、林桂鄉 |
| 第10集 | 2018年3月23日 | 沒有來賓（幕後花絮）   |
| 第11集 | 2018年3月26日 | 游蕎軒、施祺然、林桂鄉 |
| 第12集 | 2018年3月27日 | 陳守財、周惠珍         |
| 第13集 | 2018年3月28日 | 陳守財、周惠珍         |
| 第14集 | 2018年3月29日 | 胡鴻達、陳守財         |
| 第15集 | 2018年3月30日 | 沒有來賓（幕後花絮）   |
| 第16集 | 2018年4月2日  | 林桂鄉、施祺然、施焱騰 |
| 第17集 | 2018年4月3日  | 施焱騰、陳守財         |
| 第18集 | 2018年4月4日  | 施祺然、官家宇、周孝虹 |
| 第19集 | 2018年4月5日  | 林小樓、馬俊麟、施焱騰 |
| 第20集 | 2018年4月6日  | 沒有來賓（幕後花絮）   |
| 第21集 | 2018年4月9日  | 許寶彩、官家宇、周孝虹 |
| 第22集 | 2018年4月10日 | 施焱騰、陳守財、周惠珍 |

## 工作人員列表

### 製作團隊
- 監　製：王端正、葉樹姍、顧文珊
- 總策劃：賈玉華
- 製作人：顧若馨、洪立承
- 編　審：張博鈞
- 導　演：黃克義
- 編　劇：簡嘉伶
- 顧　問：施焱騰、楊信義、施祺然、陳守財
- 企宣統籌：董碧伶
- 企　宣：黃玟瑜、黃昭傑、翁詩閔
- 片頭題字：黃世村
- 製  片：吳宗台、林志鴻、蔡沅霖
- 執  行：趙金裕
- 場  記：朱美錡
- 副導演：邱淑苹
- 攝影師：顧思廣
- 攝影助理：賀克剛、阮翔雯、倪煒翔、薛曜霆
- 攝影器材：院子有限公司
- 燈光師：陳駿銘
- 燈光助理：林冠杰、林冠甫、馮哲銘、姜偉綸、陳耿堯
- 燈光器材：皇瓏企業社
- 美術設計：洪銘澤
- 道具師：游美鳳、王楊茗、楊清華、林永偉、黃升俞
- 梳化妝師：蔡秀英
- 梳化助理：江依蒨、張夢瑋、謝秋澕
- 服裝師：江够連、黃詩婷、周之嬋、楊忠璇、陳怡君
- 場務師：江忠明、江昀樺、高褔順、洪齊鋒、吳志青
- 場務器材：協明影視器材有限公司
- 劇照師：蔡正泰、張皓婷
- 聲音後期：杰瑞音樂有限公司
- 音效指導：余政憲
- 配樂編曲：徐儀芳、陳傳宇
- 音  效：吳知穎、吳旭雯
- 混　音：余政憲、吳知穎
- 收　音：張志堅、李孟學、洪益翔
- 剪　接：林詩婉、沈士捷
- 調  色：廖翊琳、蘇政介、沈士捷
- 製作公司：影讚股份有限公司
- 監製公司：慈濟傳播人文志業基金會

## 外部連結
- 黃金大天團 官方網站 （页面存档备份，存于）－大愛劇場
- 大愛劇場的Facebook專頁

| 臺灣 大愛電視 每週一至週日 20:00 - 20:49          | 臺灣 大愛電視 每週一至週日 20:00 - 20:49   | 臺灣 大愛電視 每週一至週日 20:00 - 20:49 |
| ------------------------------------------------- | ------------------------------------------ | ---------------------------------------- |
|                                                   | 黃金大天團 （2018年3月11日－2018年4月9日） |                                          |
| 曾經 我們一起12歲 （2018年2月9日－2018年3月10日） | 在愛之外 （2018年4月10日－2018年5月9日）   |                                          |